# Єнімахалле (станція)
40°58′54″ пн. ш. 28°52′52″ сх. д. / 40.981720760857° пн. ш. 28.881049140061° сх. д.
Єнімахалле (тур. Yenimahalle) — залізнична станція на лінії S-bahn Мармарай на межі мікрорайонів Карталтепе та Єнімахалле, Бакиркьой, Стамбул, Туреччина.
Станція була відкрита 4 грудня 1955 року для початку приміського сполучення між Сіркеджі та Халкали. 
 
У 2013 році станцію було закрито, коли приміське сполучення було тимчасово призупинено для відновлення залізниці та її станцій. 
Її було знесено та реконструйовано з очікуваною датою відкриття у 2015 році.
Однак через численні затримки станцію відкрили аж 12 березня 2019 року 
.

## Визначні місця
- Іподром Веліефенді[en]

## Сервіс
| Попередня станція    | Лінія | Лінія    | Лінія | Наступна станція               |
| -------------------- | ----- | -------- | ----- | ------------------------------ |
| Бакиркьой до Халкали |       | Мармарай |       | Зеїтінбурну-Фішекхане до Гебзе |